# هانس آنتونسون
هانس آنتونسون (سوئدی: Hans Antonsson؛ زادهٔ ۸ نوامبر ۱۹۳۴) کشتی‌گیر اهل سوئد بود.
وی در مسابقات کشوری و بین‌المللی در مجموع برندهٔ ۱ مدال برنز شده‌است.